# 2-я танковая дивизия (вермахт)
2-я танковая дивизия (нем. 2. Panzer-Division) — тактическое соединение сухопутных войск вооружённых сил нацистской Германии. Принимала участие во Второй мировой войне.

## История
2-я танковая дивизия была сформирована 15 октября 1935 года в Вюрцбурге, командиром дивизии стал полковник Гейнц Гудериан. Во главе 2-й танковой дивизии Гудериан вошёл на территорию Австрии. По словам Гудериана, население с воодушевлением встречало немецкие войска. После аншлюса дивизия была передислоцирована в Вену, поэтому вскоре в ней появилось большое количество австрийцев, что родило новое прозвище «Дивизия Вена».
К началу польской кампании дивизия была одной из шести танковых в вермахте. 2-я танковая наступала из Словакии в направлении Кракова, а затем Варшавы в составе 14-й армии группы армий «Юг». Получили известность события 5 сентября 1940 года, когда солдаты дивизии расстреляли нескольких пленных поляков якобы за попытку бегства.
Перед нападением на Францию 2-я танковая дивизия была расположена в Айфеле вместе с другими дивизиями XIX армейского моторизованного корпуса Гудериана. Начав наступление в авангарде, дивизия участвовала в боях на Уазе, затем отбила атаку танковых частей де Голля, намеревавшихся отрезать немецкие танки от основных войск. Наступление на Дюнкерк остановило командование, 2-я танковая получила неделю на отдых и ремонт, после которых направилась к Эне. После завершения кампании дивизия потеряла 4-й танковый полк, на базе которого была сформирована 13-я танковая дивизия.
К апрелю 1941 года дивизия расположилась в Румынии для защиты нефтеносных месторождений в Плоешти от возможной агрессии СССР и для подготовки к наступлению на Грецию. В греческой кампании 2-я танковая дивизия была одной из самых заметных: наступая в авангарде немецкого контингента, дивизия сражалась с греческими, британскими и новозеландскими войсками, она первой ворвалась в Салоники, Ларису и Афины. Однако это стало причиной больших потерь в бронетехнике, из-за чего вместо наступления на Советский Союз дивизия направилась восстанавливаться в Италию.
В августе 1941 года 2-я танковая появилась на Восточном фронте в составе XXXX армейского моторизованного корпуса 4-й танковой группы группы армий «Центр».
На 11 ноября 1941 года в дивизии числились 31 Pz.Kpfw. II, 82 Pz.Kpfw. III, 13 Pz.Kpfw. IV и 6 командирских танков.
Согласно планам немецкого командования, части V армейского корпуса (в том числе 2-я танковая дивизия) 18 ноября переходили в наступление в направлении Клина. Для начала масштабного наступления требовалось улучшение позиций, и с этой целью 16 ноября 1941 года 2-я танковая дивизия нанесла удар с юга, с задачей прорвать оборону советских войск и занять выгодное положение для решительного броска к Клину. На своем левом фланге она должна была взаимодействовать с 35-й пехотной дивизией, а на правом — с 11-й танковой дивизией XXXXVI армейского моторизованного корпуса. 2-я танковая дивизия была одной из первых немецких танковых дивизий, соединением с богатым боевым опытом и при этом относительно свежим (она прибыла на Восточный фронт только осенью 1941 года).
16 ноября 1941 года 2-я танковая дивизия атаковала позиции 316-й стрелковой дивизии в центре обороны.
В ходе битвы за Москву дивизия достигла окраин города, некоторые даже уверяли, что разглядели башни Кремля. В 1942 году 2-я танковая дивизия участвовала в оборонительных боях в составе 9-й армии. Летом 1943 года дивизия была включена в XXXXVII танковый корпус для операции «Цитадель», до конца года контратаковала наступающие советские войска и понесла большие потери.
В январе 1944 года 2-я танковая дивизия была направлена для переформирования в Амьен, и осталась после завершения ремонта на Сомме для защиты от возможного десанта союзников во Францию. Но 6 июня дивизия не была сразу направлена в Нормандию, так как германское командование ожидало главного десанта в районе Кале. Из-за этой причины потрёпанная партизанами и авиацией союзников 2-я танковая впервые столкнулась с британскими войсками только в июле. Потеряв в боях 25 танков, в августе дивизия попала в котёл у Кана, но смогла выбраться из него и помочь другим окружённым дивизиям 7-й армии, прорвав кольцо на юго-западе.
После выхода из котла 2-я танковая дивизия отправилась для переформирования в Германию, где у неё отобрали охранные части, но добавили батальон «Пантер». В декабре дивизия вошла в состав 5-й танковой армии для участия в наступлении в Арденнах. Несмотря на нехватку топлива, дивизия выполняла план операции, но 25 декабря была окружена и разгромлена. Остатки дивизии весной 1945 года защищали Рейн и Фульду, а 7 мая сдались американцам.

## Командиры дивизии
- генерал-лейтенант Хайнц Гудериан (15 октября 1935 — 31 января 1938)
- генерал-лейтенант Рудольф Файель (1 февраля 1938 — 17 февраля 1942)
- генерал-лейтенант Ханс-Карл фон Эзебек (17 февраля 1942 — 31 мая 1942)
- генерал-майор Арно фон Ленски (1 июня 1942 — 30 июня 1942)
- генерал-лейтенант Ханс-Карл фон Эзебек (1 июля 1942 — 10 августа 1942)
- полковник Фольрат Люббе (10 августа 1942 — 28 августа 1942)
- полковник Карл Фабиунке (29 августа 1942 — 4 сентября 1942)
- генерал-майор Фольрат Люббе (5 сентября 1942 — 19 октября 1942)
- генерал-лейтенант Фольрат Люббе (20 октября 1942 — 1 февраля 1944)
- генерал-лейтенант Генрих фон Лютвиц (1 февраля 1944 — 5 мая 1944)
- генерал-лейтенант Франц Вестхофен (5 мая 1944 — 26 мая 1944)
- генерал-лейтенант Генрих фон Лютвиц (27 мая 1944 — 31 августа 1944)
- полковник Эберхард фон Ноштиц (1 сентября 1944 — 20 сентября 1944)
- генерал-майор Хеннинг Шенфельд (21 сентября 1944 — 14 декабря 1944)
- полковник Майнрад фон Лаухерт (15 декабря 1944 — 19 марта 1945)
- генерал-майор Оскар Мюнцель (19 марта 1945 — 3 апреля 1945)
- полковник Карл Штолльброк (4 апреля 1945 — 8 мая 1945)

## Организация

### Начало войны
- 2-я танковая бригада
  - 3-й танковый полк (Panzer-Regiment 3)
  - 4-й танковый полк (Panzer-Regiment 4)
- 2-я стрелковая бригада
  - 2-й пехотный полк (Schützen-Regiment 2)
  - 2-й мотоциклетный батальон (Kradschützen-Bataillon 2)
- 74-й артиллерийский полк (Artillerie-Regiment 74)
- 38-й дивизион ПТО (Panzerabwehr-Abteilung 38)
- 38-й инженерный батальон (Pionier-Bataillon 38)
- 38-й батальон связи (Nachrichten-Abteilung 38)
- 82-й батальон снабжения

### Апрель 1941
- 3-й танковый полк
- 2-я стрелковая бригада
- 2-й мотоциклетный батальон
- 38-й противотанковый артиллерийский батальон
- 5-й разведывательный батальон
- 74-й артиллерийский полк
- 38-й батальон связи
- 38-й сапёрный батальон
- 76-й зенитный артиллерийский батальон

### Февраль 1944
- 3-й танковый полк
- 2-й механизированный полк (Panzer-Grenadier-Regiment 2)
- 304-й механизированный полк (Panzer-Grenadier-Regiment 304)
- 74-й артиллерийский полк (Panzer-Artillerie-Regiment 74)
- 2-й разведывательный батальон (Panzer-Aufklärungs-Abteilung 2)
- 38-й противотанковый дивизион (Panzerjäger-Abteilung 38)
- 273-й дивизион ПВО (Heeres-Flak-Artillerie-Abteilung 273)
- 38-й сапёрный батальон (Panzer-Pionier-Bataillon 38)
- 38-й батальон связи (Panzer-Nachrichten-Abteilung 38)
- 82-й полевой запасной батальон

## Награждённые Рыцарским крестом Железного креста

### Рыцарский Крест Железного креста (32)
- Рудольф Файель, 03.06.1940 — генерал-лейтенант, командир 2-й танковой дивизии
- Фридрих-Вильгельм Юрген, 16.06.1940 — майор, командир 2-го батальона 2-го стрелкового полка
- Ханс-Гюнтер Штоттен, 04.07.1940 — лейтенант, командир 1-й роты 3-го танкового полка
- Густав фон Ферст, 30.07.1940 — полковник, командир 2-й стрелковой бригады
- Ханс-Ульрих Бак, 05.08.1940 — оберстлейтенант, командир 1-го батальона 2-го стрелкового полка
- Вильгельм Реннер, 05.08.1940 — обер-лейтенант, командир 8-й роты 2-го стрелкового полка
- Вальтер Рёдлих, 05.08.1940 — оберстлейтенант, командир 2-го батальона 4-го танкового полка
- Карл Деккер, 13.06.1941 — оберстлейтенант, командир 1-го батальона 3-го танкового полка
- Карл Миклей, 13.06.1941 — обер-лейтенант резерва, командир 7-й роты 304-го стрелкового полка
- Карл Бец, 06.03.1942 — капитан, командир 2-й роты 2-го стрелкового полка
- Вильгельм Вайденбрюк, 16.09.1942 — обер-лейтенант, командир 5-й роты 3-го танкового полка
- Лотар фон Бишоффсхаузен, 04.10.1942 — полковник, командир 2-го моторизованного полка
- Вильгельм Бук, 31.07.1943 — оберстлейтенант, командир 2-го моторизованного полка
- Генрих Тайлен, 04.08.1943 — обер-ефрейтор, командир отделения 6-й роты 2-го моторизованного полка
- Отто Домрих, 08.08.1943 — капитан, командир 1-го батальона 2-го моторизованного полка
- Герберт-Рудольф Меркель, 08.08.1943 — капитан резерва, командир 1-го батальона 304-го моторизованного полка
- Карл Рихерс, 08.08.1943 — обер-фельдфебель, командующий ротой 1-го батальона 2-го моторизованного полка
- Фридрих Андерс, 14.08.1943 — обер-фельдфебель, командир взвода 3-й роты 2-го разведывательного батальона
- Ханс Эндрес, 14.08.1943 — капитан, командир 1-го дивизиона 74-го танкового артиллерийского полка
- Фолльрат Люббе, 17.08.1943 — генерал-лейтенант, командир 2-й танковой дивизии
- Генрих Гат, 11.10.1943 — штабс-фельдфебель, командир взвода 2-й роты 2-го разведывательного батальона
- Герхард Шмидхубер, 18.10.1943 — полковник, командир 304-го моторизованного полка
- Альберт Кунтц, 06.02.1944 — капитан, командир 2-го разведывательного батальона
- Альбрехт фон Боксберг, 07.02.1944 — майор, командир 2-го батальона 3-го танкового полка
- Генрих Вендланд, 20.07.1944 — обер-лейтенант резерва, командир 5-й роты 304-го моторизованного полка
- Йоханнес Рихтер, 30.09.1944 — лейтенант, командир 2-й роты 304-го моторизованного полка
- Отто Райттингер, 23.10.1944 — унтер-офицер, командир отделения 2-го разведывательного батальона
- Рихард Моншау, 23.12.1944 — майор, командир 2-го батальона 2-го моторизованного полка
- Хорст Рэмш, 24.12.1944 — майор, командир 2-го батальона 3-го танкового полка
- Йозеф Хаммершмидт, 28.03.1945 — лейтенант резерва, заместитель командира 8-й батареи 74-го артиллерийского полка
- Хельмут Вальтер, 09.05.1945 — капитан, командир батальона школы унтер-офицеров Дальхаузен, приданного 2-й танковой дивизии (награждение не подтверждено)
- Петер Прин, 09.05.1945 — обер-лейтенант резерва, командир штабной роты 3-го танкового полка (награждение не подтверждено)

### Рыцарский Крест Железного креста с Дубовыми листьями
- фрайхерр Генрих фон Люттвиц (№ 571), 03.09.1944 — генерал-лейтенант, командир дивизии